# Leopoldo Matos y Massieu
Leopoldo Matos y Massieu (Las Palmas de Gran Canaria, 6 de agosto de 1878-Fuenterrabía, 4 de septiembre de 1936) fue un abogado y político español, ministro de Trabajo durante el reinado de Alfonso XIII y ministro de Fomento y de Gobernación en el Gobierno de Dámaso Berenguer.

## Biografía
Miembro del Partido Conservador fue diputado en el Congreso por la circunscripción de las Islas Canarias de forma ininterrumpida entre las legislaturas de 1910 a 1923.
Fue ministro de Trabajo entre el 14 de agosto de 1921 y el 8 de marzo de 1922 en un gabinete que presidió Antonio Maura. Tras la Dictadura de Primo de Rivera, ocuparía la cartera de Fomento entre el 30 de enero y el 25 de noviembre de 1930, y la cartera de Gobernación entre el 25 de noviembre de 1930 y el 19 de febrero de 1931 en el mismo gobierno que presidió Dámaso Berenguer.
Fue asimismo gobernador civil de Barcelona y abogado de la Casa Real.
Murió asesinado por milicianos republicanos el 4 de septiembre de 1936 en el fuerte Guadalupe (Fuenterrabía, Guipúzcoa), junto al hijo de Antonio Maura, Honorio Maura Gamazo, el político tradicionalista Joaquín Beunza, siendo Ramón Brunet testimonio de los hechos.